# Władysław Mieczkowski
Władysław Mieczkowski (ur. 10 lutego 1877 w Nieciszewie, zm. 6 kwietnia 1959 w Barzkowicach) – adwokat, bankowiec, działacz polityczny, poseł do parlamentu II Rzeszy Niemieckiej z ramienia Narodowej Demokracji, członek Naczelnej Rady Ludowej w 1918 roku.

## Życiorys
Urodził się w Nieciszewie w województwie bydgoskim, jako syn obywateli ziemskich h. Bończa, Stanisława Mieczkowskiego właściciela dóbr rycerskich w Nieciszewie (Stanislaus von Mieczkowski, Rittergutsbesitzer) i Heleny z von Donimirskich.
Do gimnazjum uczęszczał w Chojnicach i Chełmnie, w 1896 zdał egzamin maturalny. Studia prawnicze odbywał w Berlinie, Lipsku, Paryżu (Ecole des Sciences Politiques), doktoryzował się w Rostocku w 1901 na podstawie dysertacji: Das Delikt des par. 189 StGD. Przez rok studiował również na wydziale filozoficznym w Krakowie. Aplikaturę odbywał w Schwerinie (obecnie Skwierzyna) i w Hanowerze, następnie w marcu 1905 złożył egzamin asesorski w Berlinie. Osiadł w Poznaniu gdzie razem z Bernardem Chrzanowskim prowadził kancelarię adwokacką. Posiadał dużą wiedzę prawniczą, a ponadto był doskonałym mówcą. Sławę obrońcy przyniosły mu procesy polityczne. Należał do powstałego w 1908 wydziały prawniczego Towarzystwa Przyjaciół Nauk w Poznaniu.
Mieczkowski miał przekonania, które określano jako skrajnie narodowe, w związku z tym wcześnie przystąpił do ruchu narodowo-demokratycznego i dzięki swoim wysokim kompetencjom stał się jednym z jego głównych działaczy w Poznańskiem. Przed 1907 został członkiem Ligi Narodowej, członkiem Komitetu Krajowego w zaborze pruskim, w 1909 prawdopodobnie wszedł do Komitetu Centralnego Ligi, natomiast w 1911 był członkiem jej Rady Głównej. Od 1906 zasiadał w Radzie Nadzorczej spółki wydawniczej Nowa Drukarnia Polska, która wydawała dwa naczelne w Poznańskiem pisma endeckie: „Kurier Poznański” oraz „Orędownik”.
Od 1907 działał również w Towarzystwie Przemysłowym oraz od 1906 „Straży”, za prezesury J. Kościelskiego był jej sekretarzem, a za prezesury F. Niegolewskiego zastępcą prezesa oraz bardzo aktywnym członkiem. Był szczególnie aktywny w akcji polonizacyjnej w zniemczonych powiatach Poznańskiego i na wiecach zwoływanych przeciwko pruskim ustawom wyjątkowym.
Dnia 25 stycznia 1907 z okręgu wyborczego Krotoszyn-Koźmin, z ramienia Narodowej Demokracji został wybrany posłem do parlamentu Rzeszy. Wsławił się wygłoszeniem mowy dnia 13 kwietnia 1907 dotyczącej reformy postępowania karnego, napiętnował w niej polityczne zaangażowanie sędziów w Niemieckim Związku Kresów Wschodnich (HKT). Powodowało to brak obiektywności wyroków w procesach politycznych. 28 października 1907 złożył mandat.
W 1909 brał udział z powołaniu do życia Polskiego Towarzystwa Demokratycznego, zwanego później Towarzystwem Demokratyczno-Narodowym. Należał do autorów jego statusu i był jego sekretarzem. Brał udział w organizowaniu tych towarzystw w Ostrowie 1911, Kościanie 1913, w Swarzędzu 1911, gdzie wygłaszał referaty o celach i zasadach Towarzystwa. Jego mowy polityczne były skierowane przeciwko antypolskiej polityce rządu oraz przeciwko polskim ugodowcom. Należał do inicjatorów i założycieli Rady Narodowej w 1913.
Po wybuchu I wojny światowej był jednym z założycieli tajnego Koła Międzypartyjnego działającego w Poznaniu, które następnie zostało przemianowane na Tajny Międzypartyjny Komitet, a następnie w 1918 na Centralny Komitet Obywatelski. W czasie powstania wielkopolskiego był członkiem Naczelnej Rady Ludowej, a także delegatem na Polski Sejm Dzielnicowy, który odbył się w dniach 3–5 grudnia 1918 w Poznaniu.
W wolnej Polsce pracował w bankowości. W latach 1918–1924 pełnił różne funkcje w Banku Związku Spółek Zarobkowych. Od 1918 był radcą prawnym, następnie od 1920 członkiem zarządu by zostać prezesem w 1922. W 1923 minister skarbu Władysław Grabski zaproponował mu tekę wiceministra tego resortu, jednak Mieczkowski odmówił. W 1924 został powołany w charakterze przedstawiciela byłego zaboru pruskiego na stanowisko naczelnego dyrektora Banku Polskiego w Warszawie. Funkcję tę pełnił do końca 10-letniej kadencji, która zakończyła się w kwietniu 1934. Zwolnienie było spowodowane dążeniem rządu do mianowania na stanowisko dyrektora naczelnego osoby związanej z obozem rządowym.
Działalność polityczna Mieczkowskiego była głównie związana z Poznaniem. Od wyzwolenia Poznania w 1918 do 1924 pełnił funkcję przewodniczącego Rady Miejskiej. Po śmierci prezydenta miasta J. Drwęskiego w 1921, aż do wyboru nowego prezydenta C. Ratajskiego pełnił obowiązki prezydenta miasta Poznania. W 1934 sam został wybrany prezydentem miasta, rząd nie zgodził się jednak na zatwierdzenie. W związku z tym postanowił ponownie, po 16-letniej przerwie, otworzyć kancelarie adwokacką, którą prowadził do 1939. W tym okresie działał również w Związku Polskim, którego był szefem. Organizacja dążyła i propagowała osiedlanie się rzemieślników i kupców poznańskich we wschodnich województwach RP.
W momencie wybuchu wojny Mieczkowski przebywał w rodzinnym Nieciszewie, gdy powrócił do Poznania zastał swoje mieszkanie zajęte. W grudniu 1939 przedarł się nielegalnie do Warszawy, gdzie od 1940 do wybuchu powstania warszawskiego pracował jako radca prawny w Towarzystwie Kredytowym Przemysłu Polskiego. Związany z SN, został zaproponowany na stanowisko Delegata Rządu. Działał w Radzie Głównej Opiekuńczej. Po ciężkich przeżyciach w czasie powstania warszawskiego, został osadzony w obozie w Pruszkowie, a następnie wywieziony do Częstochowy.
Przebywał krótko w Prusach pod Skierniewicami, następnie w 1945 powrócił do Poznania i po raz trzeci otworzył kancelarię adwokacką. We wrześniu 1945 został wybrany na przewodniczącego zdelegalizowanego przez władze komunistyczne SN w Poznaniu. W październiku 1946 został wybrany delegatem na Wielkopolskę, z ramienia rządu emigracyjnego w Londynie. Z tego powodu 28 listopada 1946 został wraz z innymi działaczami poznańskiego SN aresztowany przez Rejonowy Sąd Wojskowy w Poznaniu. Pozbawiono go wolności na 4 lata oraz praw publicznych i honorowych na 2 lata.
Ostatnie lata spędził w Luboniu, Poznaniu, Prusach i Barzkowicach pod Stargardem, gdzie zmarł 6 kwietnia 1959. Został pochowany w na Cmentarzu Junikowskim w Poznaniu (pole 9-1-3-15).

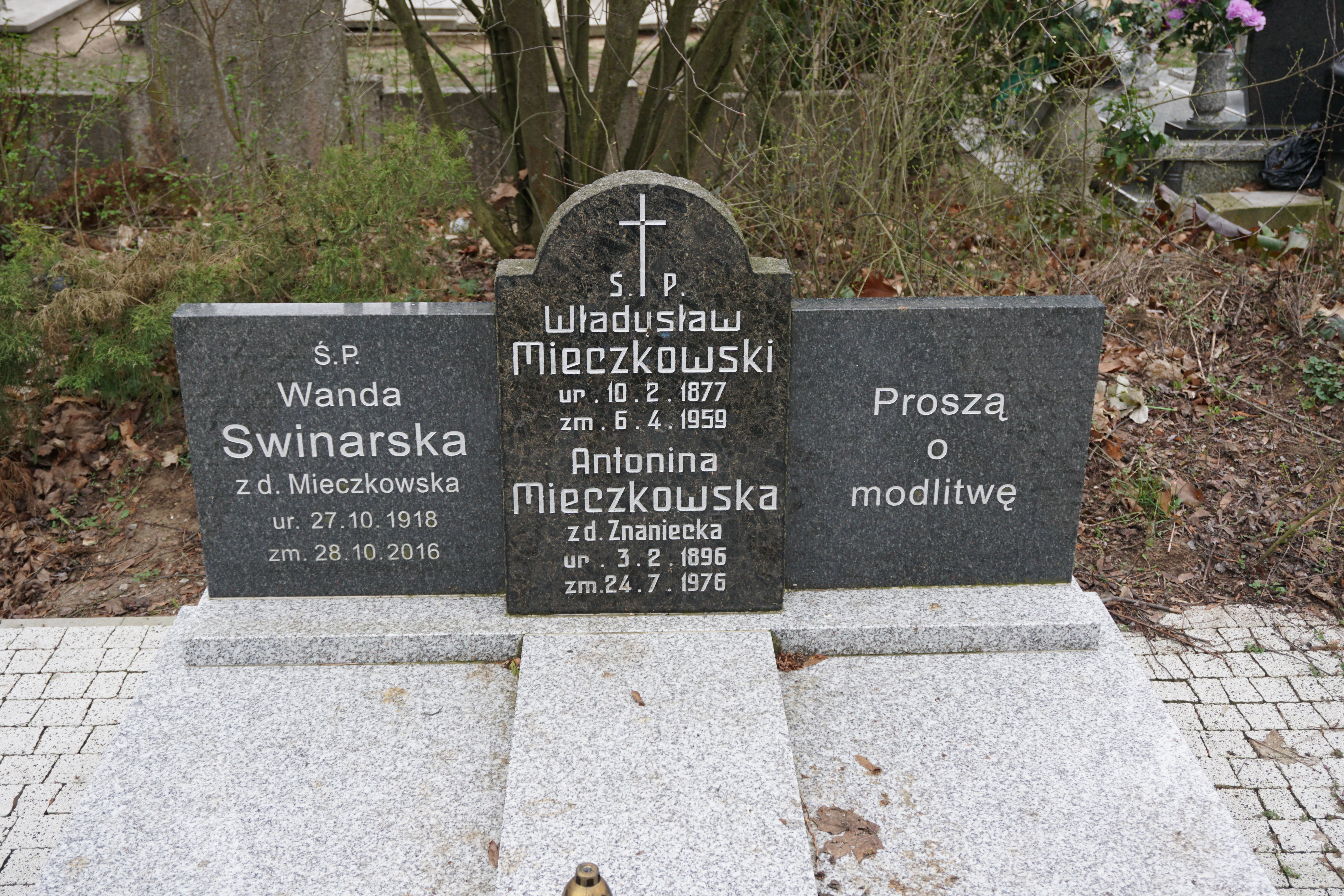
Grób Władysława Mieczkowskiego na Cmentarzu Junikowskim

Syn Władysława Jan Roman Mieczkowski (ur. 1921) jako żołnierz dywizjonu polskiego RAF (Royal Air Force) w Anglii poległ w 1942 podczas nalotu na Niemcy, poświęcając swoje życie ku chwale ojczyzny.

## Ordery i odznaczenia
- Krzyż Oficerski Orderu Odrodzenia Polski (2 maja 1923)[3][4]
- Złoty Krzyż Zasługi (9 listopada 1931)[5]